# Burg, Hautes-Pyrénées
Burg är en kommun i departementet Hautes-Pyrénées i regionen Occitanien i sydvästra Frankrike. Kommunen ligger i kantonen Tournay som tillhör arrondissementet Tarbes. År 2022 hade Burg 278 invånare.

## Befolkningsutveckling
Antalet invånare i kommunen Burg
| Referens: INSEE |